# Saint-Martin-aux-Buneaux
Saint-Martin-aux-Buneaux är en kommun i departementet Seine-Maritime i regionen Normandie i norra Frankrike. Kommunen ligger i kantonen Cany-Barville som tillhör arrondissementet Dieppe. År 2022 hade Saint-Martin-aux-Buneaux 636 invånare.

## Befolkningsutveckling
Antalet invånare i kommunen Saint-Martin-aux-Buneaux
| Referens: INSEE |